# Daniel Ledent
Daniel Henri Ledent (9 april 1951) was een Belgisch gedeputeerde.

## Levensloop
Beroepshalve technicus, werd Ledent van 1987 tot 2006 voor de PS gedeputeerde van de provincie Luxemburg. Vervolgens was hij van 2006 tot 2012 provincieraadslid en voorzitter van de provincieraad. Van 2012 tot 2018 was hij tevens gemeenteraadslid van Libramont-Chevigny.
In 2004 werd hij ook verkozen in het Waals Parlement, maar besloot voor zijn mandaat van gedeputeerde te kiezen en liet zich opvolgen door Sébastian Pirlot.